# HD 132763
HD 132763，又名CD-3310244，SAO 206223、HR 5587，是一颗恒星，视星等为6.22，位于銀經331.45，銀緯21.19，其B1900.0坐标为赤經14h 55m 47.1s，赤緯-33° 21.19′ 45″。